# Euskadi (continentale wielerploeg)
Euskadi was een Spaans-Baskische wielerploeg, behorend tot de Fundación Ciclista Euskadi (officieel: Fundación Ciclista Euskadi-Euskadiko Txirrindularitza Iraskundea), een non-profitstichting die de ontwikkeling van het Baskische wielrennen nastreeft.
De ploeg ontstond in 2005 als continentaal profteam als voortzetting van de amateurploeg Orbea-Olarra-Consultec die in 1987 als Beyena was gestart. In 2007 werd dit team opgenomen als tweede profploeg in de Fundación Ciclista Euskadi onder de toenmalige UCI ProTour-ploeg Euskaltel-Euskadi (1994-2013). De ploeg was vanaf dan tot en met 2013 voor de betere renners de opstap naar de ProTour-ploeg. Toen eind 2013 Euskaltel stopte werd Euskadi de voornaamste Baskische wielerploeg. Na het einde van dit team in 2014 werd de amateurploeg Fundación Euskadi-EDP het leidende team van de stichting. Van 2003-2012 trad het fietsenmerk Orbea op als hoofdsponsor, daarna bleef het leverancier van de fietsen.

## Ploegnamen
| Periode   | Naam                   | Code | PC      |
| --------- | ---------------------- | ---- | ------- |
| 1987-?    | Beyena                 |      | amateur |
| ?-?       | AVSA                   |      | amateur |
| ?-?       | Café Fortaleza         |      | amateur |
| 1997-2001 | Olarra-Ercoreca        |      | amateur |
| 2002      | Olarra-Consultec       |      | amateur |
| 2003-2004 | Orbea-Olarra-Consultec |      | amateur |
|           |                        |      |         |
| 2005-2006 | Orbea                  | ORB  | CT      |
| 2007-2008 | Orbea-Oreka SDA        | ORB  | CT      |
| 2009-2010 | Orbea                  | ORB  | CT      |
| 2011-2021 | Orbea Continental      | ORB  | CT      |
| 2013-2014 | Euskadi                | EUK  | CT      |

## Renners 2005-2014
* Alan Pérez t/m 31 mei 2006
* Juan José Oroz t/m 31 mei 2007
* Peio Bello t/m 28 februari 2011

## Overwinningen 2005-2014
| 2005 6e etappe Ronde van de Toekomst: Jesús del Nero 2006 1e etappe (ITT) Ronde van Madrid: Josu Agirre 3e etappe Euskal Bizikleta: Aarón Villegas 7e etappe Circuito Montañés 2007 2e etappe Circuito Montañés: Xabat Otxortorena 7e etappe Circuito Montañés: Iván Melero 2008 Etappe 1A (TTT) Ronde van Navarra: Orbea-Oreka SDA 2009 Subida al Naranco: Romain Sicard 3e etappe Ronde van de Haut-Anjou: Jonathan Castroviejo Proloog Ronde van de Isard: Jonathan Castroviejo 3e etappe Ronde van de Isard: Romain Sicard 5e etappe Ronde van de Toekomst: Jonathan Castroviejo 8e etappe (ITT) Ronde van de Toekomst: Romain Sicard Eindklassement Ronde van de Toekomst: Romain Sicard Wereldkampschap op de weg, Beloften: Romain Sicard | 2011 1e etappe GP Costa Azul: Jon Aberasturi 4e etappe Ronde van Asturië: Víctor Cabedo 2e etappe Cinturó de l'Empordà: Ricardo García 2013 2e etappe Ronde van de Isard: Carlos Barbero Jongerenklassement Ronde van Burgos: Carlos Barbero 2e etappe Ronde van Gironde: Jon Larrinaga Eindklassement Ronde van Gironde: Jon Larrinaga 2e etappe Trofeo Joaquim Agostinho: Jon Larrinaga 2014 Eindklassement Ronde van Alentejo: Carlos Barbero Puntenklassement Ronde van Alentejo: Carlos Barbero 1e etappe (TTT) Ronde van Gironde: Euskadi Circuito de Getxo: Carlos Barbero |